# Lin Hsin-i
Lin Hsin-i (林信義) es un político y empresario taiwanés. Ocupó cargos gubernamentales como ministro de Economía (2000-2002) y vice primer ministro de la República de China (ROC). En el sector empresarial es presidente del fondo de inversión Taiwania Capital. Lin Hsin-i fue el representante de la ROC bajo el nombre de «Taipéi Chino» para el APEC Perú 2024.